# 박재범 (1966년)
박재범(朴宰範, 1966년 8월 29일 ~ )은 대한민국의 정치인이다. 제21대 부산 남구청장이다. 부산광역시 남구 출신이다.

## 학력
- 대신국민학교 졸업
- 대동중학교 졸업
- 대신고등학교 졸업
- 2018 부경대학교 기계조선융합공학과 재학

## 경력
- 동항초, 동항중 운영위원
- 2014.07 ~ 2018.06 제7대 부산광역시 남구의회 의원(민선 6기, 부산 남구 마 선거구, 새정치민주연합→더불어민주당, 초선)
- 2015.07 민주평화통일자문회의 부산 남구협의회 자문위원
- 2018.02 더불어민주당 소방안전특별위원회 부위원장
- 2018.03 더불어민주당 인권위원회 자문위원
- 2018.07 ~ 2022.06 제21대 부산광역시 남구청장(민선 7기, 더불어민주당, 초선)
- 2021.07 더불어민주당 가덕신공항 특별위원회 위원
- 2020.11 대통령직속 국가균형발전위원회 정책기획 평가 전문위원
- 2021.10 김부겸 국무총리 자문위원
- 2024.02 ~ 2024. 03 제22대 국회의원 선거 부산 남구 갑 더불어민주당 국회의원 후보(선거구 합구로 인한 국회의원 후보직 자동 사퇴)
- 2024.06 ~ 더불어민주당 부산광역시당 남구 지역위원회 위원장

## 전과
- 도로교통법위반(음주운전): 벌금 1,500,000원 - 2013년 10월 2일 선고[1]

## 역대 선거 결과
|  | 25.51% |

|  | 48.02% |

|  | 42.07% |

## 참고 자료
- 공식 블로그
- 박재범 - X